# 海野一隆
海野 一隆（うんの かずたか、1921年12月19日 - 2006年5月4日）は、日本の地理学者（東洋地理学史）。大阪大学名誉教授。

## 経歴
1921年、静岡県浜松市生まれ。第七高等学校造士館を経て、京都帝国大学文学部に進学。史学科地理学専攻で小牧実繁、室賀信夫に師事した。1945年に同大学文学部を卒業。卒業後は岐阜県の中学校教員となった。
1948年、大阪第二師範学校の教員となった。その後、大阪学芸大学講師、後に助教授昇格。1963年、大阪大学教養部教授となり、人文地理学講座を担当した。1985年に大阪大学を定年退官し、名誉教授となった。その後は、大阪清浄女子短期大学で教鞭をとり、1991年に退任した。
2006年5月4日、糖尿病のため死去。享年84歳。

## 受賞・栄典
- 1963年：室賀信夫との共同研究で国際地図史学会の「イマゴ・ムンディ賞」を受賞 [2][3]
- 1997年：勲三等旭日中綬章を受章。
- 2006年：没後、叙従四位。

## 研究内容・業績
- 研究の中心は、東洋地理学史で、東アジアの地図史や地図をめぐる東西交渉史であった[4]。
- 仏教系世界図について室賀信夫と共に共同研究を行い、その成果はイマゴ・ムンディ賞を受賞している[5]。

## 著作

### 著書
- 『ちずのしわ』雄松堂出版 1985（「うんのかずたか」名義）
- 『地図の文化史 世界と日本』八坂書房 1996
- 『地図に見る日本 倭国・ジパング・大日本』大修館書店 1999
- 『ちずのこしかた』小学館スクウェア 2001（「うんのかずたか」名義）
- 『東西地図文化交渉史研究』清文堂出版 2003
- 『東洋地理学史研究 大陸篇』清文堂出版 2004
- 『東洋地理学史研究 日本篇』清文堂出版 2005
- 『日本人の大地像 西洋地球説の受容をめぐって』大修館書店 2006
- 『地図文化史上の広輿図』久武哲也、小林茂監修 要木佳美編 東洋文庫 2010

### 共編著
- 『地理学の歴史と方法』野間三郎、松田信共著 大明堂 1959 人文地理ゼミナール
- 『ボルネオの人と風土 原住民の村を訪ねて』林寿一共著 古今書院 1968 リージョナル・ブックス
- 『日本の古地図』南波松太郎・室賀信夫共編 創元社 1969
- 『日本古地図大成』織田武雄・室賀信夫共編 講談社 1972
- 『日本古地図大成 世界図編』織田武雄・室賀信夫共編 講談社 1975

### 翻訳
- ジョゼフ・ニーダム『中国の科学と文明 第6巻 地の科学』橋本敬造・山田慶児共訳 思索社 1976